# Rina Aiuchi
Rina Aiuchi (japanisch 愛内里菜, Aiuchi Rina, eigentlicher Name: 垣内里佳子; * 31. Juli 1980 in Osaka) ist eine japanische J-Pop-Sängerin und Designerin für Tierartikel. Sie stand unter Vertrag bei GIZA studio, einem Label der japanischen Plattenfirma Being Inc.

## Leben
Mit fünf Jahren fing Aiuchi an, Klavierunterricht zu nehmen. Ihr Debüt hatte sie am 23. März 2000 mit der Single Close To Your Heart. Der Durchbruch gelang ihr mit der Single Koi wa thrill, shock, suspense, als Titelmusik der Animeserie Detektiv Conan (名探偵コナン, Meitantei Conan), einem der beliebtesten Animes in Japan und mittlerweile auch Deutschland. Für die deutsche Übersetzung der Serie wurde der Song unter dem Titel „Die Liebe kann nicht warten“ von Eva Runkel gesungen.
2003 nahm sie am größten, alljährlich zu Silvester stattfindenden Gesangswettbewerb „Kōhaku“ (紅白歌合戦, Kōhaku Uta-Gassen, deutsch: Rot-weiße Liedschlacht) des japanischen Rundfunks NHK teil.
Am 30. Juli 2010 gab sie nach einem Konzert bekannt, dass sie sich aus gesundheitlichen Gründen aus dem Showgeschäft zurückziehen wird. Ihr letztes Konzert wurde am 26. September 2010 in Amagasaki in der Präfektur Hyōgo gehalten, kurz nach der Veröffentlichung ihres achten Studioalbums Last Scene am 15. September 2010.
Im August 2013 änderte sie ihren Namen in Rika Kakiuchi (垣内 りか). Zur selben Zeit begann sie auch, ihren auf Hunde spezialisierten Laden namens BonBon Copine zu starten. Ende 2017 erzählte sie in einer TV Show, dass sie Mutter eines Sohnes ist. Zurück ins Showbiz kam sie im Jahr 2018 als R mit der Single Warm Prayer. Nur wenig später folgte die Single No Fade Out. Durch eine Spendenaktion kam genug Geld zusammen, um die Single Rise im Jahr 2019 zu veröffentlichen. Am 23. März 2020 veröffentlichte sie zu ihrem 20. Jahrestag das Album Ring.

## Diskografie

### Alben
| Jahr | Titel                                          | Höchstplatzierung, Gesamtwochen, AuszeichnungChartsChartplatzierungen (Jahr, Titel, Platzierungen, Wochen, Auszeichnungen, Anmerkungen) | Anmerkungen                                                    |
| Jahr | Titel                                          | JP | Anmerkungen                                                    |
| ---- | ---------------------------------------------- | --- | -------------------------------------------------------------- |
| 2001 | Be Happy                                       | JP3 Gold · (7 Wo.)JP | Erstveröffentlichung: 24. Januar 2001 Verkäufe JP: + 306.540   |
| 2002 | Power of Words                                 | JP1 Platin · (13 Wo.)JP | Erstveröffentlichung: 15. Mai 2002 Verkäufe JP: + 419.420      |
| 2003 | Rina Aiuchi Remixes Cool City Production vol.5 | JP4 Gold · (8 Wo.)JP | Erstveröffentlichung: 30. Juli 2003 Verkäufe JP: + 72.654      |
| 2003 | A.I.R.                                         | JP1 Gold · (9 Wo.)JP | Erstveröffentlichung: 15. Oktober 2003 Verkäufe JP: + 182.477  |
| 2003 | Single Collection                              | JP8 Platin · (10 Wo.)JP | Erstveröffentlichung: 17. Dezember 2003 Verkäufe JP: + 157.523 |
| 2004 | Playgirl                                       | JP7 Gold · (8 Wo.)JP | Erstveröffentlichung: 15. Dezember 2004 Verkäufe JP: + 108.000 |
| 2006 | Delight                                        | JP4 (7 Wo.)JP | Erstveröffentlichung: 31. Mai 2006 Verkäufe JP: + 51.000       |
| 2008 | Trip                                           | JP10 (5 Wo.)JP | Erstveröffentlichung: 21. Mai 2008 Verkäufe JP: + 18.502       |
| 2009 | Thanx                                          | JP12 (6 Wo.)JP | Erstveröffentlichung: 25. März 2009 Verkäufe JP: + 22.231      |
| 2009 | All Singles Best ~Thanx 10th Anniversary~      | JP7 (8 Wo.)JP | Erstveröffentlichung: 16. Dezember 2009 Verkäufe JP: + 38.000  |
| 2010 | Colors                                         | JP48 (2 Wo.)JP | Erstveröffentlichung: 24. März 2010 Verkäufe JP: + 22.231      |
| 2010 | Last Scene                                     | JP8 (6 Wo.)JP | Erstveröffentlichung: 15. September 2010 Verkäufe JP: + 20.672 |
| 2011 | Forever Songs ~Brand New Remixes~              | JP99 (1 Wo.)JP | Erstveröffentlichung: 28. September 2010 Verkäufe JP: + 1.000  |

### Singles
| Jahr | Titel Album | Höchstplatzierung, Gesamtwochen, AuszeichnungChartsChartplatzierungen (Jahr, Titel, Album, Platzierungen, Wochen, Auszeichnungen, Anmerkungen) | Anmerkungen                                                   |
| Jahr | Titel Album | JP | Anmerkungen                                                   |
| ---- | --- | --- | ------------------------------------------------------------- |
| 2000 | Close to Your Heart Be Happy                                                                                                  | JP19 (8 Wo.)JP | Erstveröffentlichung: 23. März 2000 Verkäufe JP: + 64.000     |
| 2000 | It’s Crazy for You Be Happy                                                                                                   | JP16 (6 Wo.)JP | Erstveröffentlichung: 31. Mai 2000 Verkäufe JP: + 66.000      |
| 2000 | Ohh! Paradise Taste!! Be Happy                                                                                                | JP23 (6 Wo.)JP | Erstveröffentlichung: 26. Juli 2000 Verkäufe JP: + 43.000     |
| 2000 | Koi wa Thrill, Shock, Suspense (恋はスリル、ショック、サスペンス) Liebe ist Aufregung, Schock, Spannung Be Happy              | JP5 (6 Wo.)JP | Erstveröffentlichung: 25. Oktober 2000 Verkäufe JP: + 105.000 |
| 2001 | Faith Power of Words | JP8 (5 Wo.)JP | Erstveröffentlichung: 11. April 2001 Verkäufe JP: + 61.000    |
| 2001 | Run Up Power of Words | JP7 (5 Wo.)JP | Erstveröffentlichung: 27. Juni 2001 Verkäufe JP: + 75.000     |
| 2001 | Navy Blue Power of Words | JP2 (7 Wo.)JP | Erstveröffentlichung: 3. Oktober 2001 Verkäufe JP: + 127.000  |
| 2002 | Forever You ~Eien ni Kimi to~ Forever You (~永遠に君と~ Forever You) ~Auf ewig mit Dir~ Power of Words                        | JP5 (5 Wo.)JP | Erstveröffentlichung: 14. Februar 2002 Verkäufe JP: + 71.000  |
| 2002 | I Can’t Xtop My Love For You♥ Power of Words                                                                                  | JP2 (6 Wo.)JP | Erstveröffentlichung: 10. April 2002 Verkäufe JP: + 102.000   |
| 2002 | Sincerely Yours / Can You Feel the Power of Words? A.I.R. / Power of Words                                                    | JP4 (6 Wo.)JP | Erstveröffentlichung: 1. August 2002 Verkäufe JP: + 82.000    |
| 2002 | Deep Freeze A.I.R. | JP3 (9 Wo.)JP | Erstveröffentlichung: 20. November 2002 Verkäufe JP: + 69.000 |
| 2003 | Kaze no nai Umi de Dakishimete (風のない海で抱きしめて) Halt mich fest in der windstillen See A.I.R.                          | JP3 Gold · (8 Wo.)JP | Erstveröffentlichung: 15. Januar 2003 Verkäufe JP: + 73.000   |
| 2003 | Full Jump A.I.R. | JP3 Gold · (9 Wo.)JP | Erstveröffentlichung: 14. Mai 2003 Verkäufe JP: + 72.000      |
| 2003 | Over Shine A.I.R. | JP6 (6 Wo.)JP | Erstveröffentlichung: 30. Juli 2003 Verkäufe JP: + 46.000     |
| 2003 | Kuuki (空気) Atmosphäre A.I.R.                                                                                                | JP7 (5 Wo.)JP | Erstveröffentlichung: 15. Oktober 2003 Verkäufe JP: + 27.000  |
| 2004 | Dream×Dream Playgirl | JP6 (8 Wo.)JP | Erstveröffentlichung: 28. April 2004 Verkäufe JP: + 60.000    |
| 2004 | Start Playgirl | JP8 (8 Wo.)JP | Erstveröffentlichung: 26. Mai 2004 Verkäufe JP: + 43.000      |
| 2004 | Boom-Boom-Boom Playgirl | JP11 (4 Wo.)JP | Erstveröffentlichung: 20. Oktober 2004 Verkäufe JP: + 22.000  |
| 2005 | Akaku Atsui Kodou (赤く熱い鼓動) Roter, Heißer Herzschlag Delight                                                             | JP7 (5 Wo.)JP | Erstveröffentlichung: 4. Mai 2005 Verkäufe JP: + 22.000       |
| 2005 | Orange Night Delight | JP12 (5 Wo.)JP | Erstveröffentlichung: 2. November 2005 Verkäufe JP: + 21.000  |
| 2006 | Glorious / Precious Place Delight                                                                                             | JP5 (7 Wo.)JP | Erstveröffentlichung: 29. März 2006 Verkäufe JP: + 26.000     |
| 2006 | Miracle Delight | JP11 (5 Wo.)JP | Erstveröffentlichung: 3. Mai 2006 Verkäufe JP: + 15.000       |
| 2007 | Bara ga Saku, Bara ga Chiru (薔薇が咲く薔薇が散る) Rosen blühen, Rosen welken Trip                                            | JP15 (6 Wo.)JP | Erstveröffentlichung: 1. Januar 2007 Verkäufe JP: + 16.000    |
| 2007 | Mint Trip | JP21 (3 Wo.)JP | Erstveröffentlichung: 15. August 2007 Verkäufe JP: + 9.000    |
| 2007 | Nemurenu Yo ni / Party Time Party Up (眠れぬ夜に / Party Time Party Up) In einer schlaflosen Nacht / Party Time Party Up Trip | JP8 (5 Wo.)JP | Erstveröffentlichung: 19. Dezember 2007 Verkäufe JP: + 18.413 |
| 2008 | I believe you ~Ai no Hana~ (I believe you ~愛の花~) I believe you ~Blume der Liebe~ Trip                                      | JP17 (3 Wo.)JP | Erstveröffentlichung: 7. Mai 2008 Verkäufe JP: + 8.303        |
| 2008 | Kimi to no Deai ~good bye my days~ (君との出逢い ~good bye my days~) Begegnung mit Dir Thanx                                  | JP20 (3 Wo.)JP | Erstveröffentlichung: 15. Oktober 2008 Verkäufe JP: + 8.256   |
| 2008 | Friend / Sugao no Mama (Friend / 素顔のまま) Thanx                                                                            | JP8 (4 Wo.)JP | Erstveröffentlichung: 17. Dezember 2008 Verkäufe JP: + 12.383 |
| 2009 | Ai no Kotoba (アイノコトバ) Worte der Liebe Thanx                                                                             | JP17 (3 Wo.)JP | Erstveröffentlichung: 11. Februar 2009 Verkäufe JP: + 5.506   |
| 2009 | Story / Summer Light All Singles Best: Thanx 10th Anniversary                                                                 | JP9 (3 Wo.)JP | Erstveröffentlichung: 22. Juli 2009 Verkäufe JP: + 8.413      |
| 2009 | Magic All Singles Best: Thanx 10th Anniversary                                                                                | JP17 (4 Wo.)JP | Erstveröffentlichung: 21. Oktober 2009 Verkäufe JP: + 8.590   |
| 2010 | Hanabi Last Scene | JP28 (3 Wo.)JP | Erstveröffentlichung: 28. Juli 2010 Verkäufe JP: + 6.152      |

### Videoalben
| Jahr | Titel                                                 | Höchstplatzierung, Gesamtwochen, AuszeichnungChartsChartplatzierungen (Jahr, Titel, Platzierungen, Wochen, Auszeichnungen, Anmerkungen) | Anmerkungen                             |
| Jahr | Titel                                                 | JP | Anmerkungen                             |
| ---- | ----------------------------------------------------- | --- | --------------------------------------- |
| 2001 | Premier Shot #1                                       | JP6 (11 Wo.)JP | Erstveröffentlichung: 5. Dezember 2001  |
| 2002 | Rina Aiuchi Live Tour 2002 "Power of Words"           | JP2 (5 Wo.)JP | Erstveröffentlichung: 17. Juli 2002     |
| 2003 | Premier Shot #2                                       | JP5 (9 Wo.)JP | Erstveröffentlichung: 25. Juni 2003     |
| 2004 | Rina Aiuchi Live Tour 2003 "A.I.R."                   | — | Erstveröffentlichung: 22. März 2004     |
| 2005 | Premier Shot #3 Clip and Live Collection              | JP20 (4 Wo.)JP | Erstveröffentlichung: 27. Juli 2005     |
| 2007 | Rina Aiuchi Valentine Live 2007                       | JP21 (4 Wo.)JP | Erstveröffentlichung: 23. Mai 2007      |
| 2008 | Premier Shot #4 Visual Collection                     | JP9 (4 Wo.)JP | Erstveröffentlichung: 15. Oktober 2008  |
| 2010 | Rina Aiuchi Thanx 10th Anniversary Live Magic of Love | JP25 (3 Wo.)JP | Erstveröffentlichung: 27. Juli 2010     |
| 2010 | Rina Aiuchi Last Live 2010: Last Scene                | JP19 (3 Wo.)JP | Erstveröffentlichung: 31. Dezember 2010 |